# Francis Rapp
Francis Rapp (Estrasburgo, 27 de junio de 1926-Angers, 29 de marzo de 2020) fue un historiador medievalista francés especializado en la historia de Alsacia y de la Alemania medieval. Profesor universitario emérito, fue miembro de la Academia de inscripciones y Bellas Letras desde 1993.

## Vida

### Juventud
Nacido en Estrasburgo, hijo del abogado Léon Rapp, es miembro de una familia católica y patriótica. Realizó sus estudios secundarios en el Jean Sturm Gymnasium y practicó el escultismo dentro de los Scouts de Francia. Refractario a la incorporación forzada, se unió a un grupo clandestino de escultismo que reunió a unos veinte jóvenes en el Monte Sainta Odilia desde diciembre de 1942. A finales de la década de 1960 se unió a la Asociación de Guías y Scouts de Europa y fue comisionado de la provincia de Alsacia hasta mediados de la década de 1980. 

### Carrera académica
Se graduó de la agrégation d'histoire en 1952, también profesor en el Liceo Fustel-de-Coulanges de Estrasburgo entre 1952 y 1953 y residente de la Fondation Dosne-Thiers de 1956 a 1961, fue profesor en la facultad de Letras de Nancy de 1961 a 1972, también asistente en historia medieval en la Universidad Marc Bloch de Estrasburgo. Fue Doctor en Letras en 1972, antes de convertirse en profesor en la Universidad de Estrasburgo desde 1974.
Fue profesor de Historia del Cristianismo en la Facultad de Teología protestante de Estrasburgo  entre 1972 y 1991, fue profesor asociado en la universidad de Neuchâtel y profesor visitante en varias universidades de América del Norte y Europa.
Miembro del Comité Consultivo de Universidades, el Consejo Superior de Órganos Universitarios, el Comité Nacional del Centro Nacional de Investigación Científica, el Consejo Científico y la Junta de Directores de la École Nationale des Chartes y la Escuela francesa de Roma, también fue miembro de la Academia de Ciencias, Letras y Artes de Alsacia, de la Academia de lasa Marchas del Este y la Academia de Ciencias y Humanidades de Gotinga.
Miembro del consejo editorial de la revista Archiv für Reformationsgeschichte y colaborador de la Encyclopédie de l'Alsace y del Nouveau dictionnaire de biographie alsacienne, fue elegido en 1993 como miembro de la Academia de Inscripciones y Lenguas Antiguas en la sede de Emmanuel Laroche.

## Muerte
Murió el 29 de marzo de 2020 en Angers a la edad de 93 años, después de una infección con Covid-19.

## Honores
- Caballero de la Legión de Honor.[7]
- Comandante de l'Ordre national du Mérite. (Il a été promu officier le 24 de junio de 2005, puede obtener el grado de comandante por decreto del 13 de mayo de 2016)[11]
- Comandante de l'ordre des Palmes académiques.

## Premios
- Premio Guizot (2001).[12]
- Prix Eugène-Piccard de la Académie française (1983).

## Publicaciones
- Inventaire des sources manuscrites de l’histoire d’Alsace conservées dans les bibliothèques publiques de France, Paris, Fédération des sociétés d’histoire et d’archéologie d'Alsace, 1956.
- Le château-fort dans la vie médiévale : le château-fort et la politique territoriale, Strasbourg, Centre d'Archéologie médiévale, 1968.
- L’Église et la vie religieuse en Occident à la fin du Moyen Âge, Paris, PUF, coll. "Nouvelle Clio", 1971[13] ISBN 978-2130505396
- Réformes et réformation à Strasbourg. Église et société dans le diocèse de Strasbourg (1450–1525), Paris, Ophrys, 1974.[14]
- Grandes figures de l’humanisme alsacien. Courants, milieux, destins, Strasbourg, Istra, 1978.
- Histoire de Strasbourg des origines à nos jours [under his dir.], 9 vols, Strasbourg, Dernières nouvelles de Strasbourg, 1981.
- Les origines médiévales de l’Allemagne moderne. De Charles IV à Charles Quint (1346–1519), Paris, Aubier, 1989.[15]ISBN 978-2700722246
- Histoire des diocèses de France : Le Diocèse de Strasbourg, Paris, Éditions Beauchesne, 1997.
- Koenigsbruck : l’histoire d’une abbaye cistercienne (with Claude Muller), Strasbourg, Société d’histoire et d’archéologie du Ried Nord, 1998.
- Le Saint-Empire romain germanique, d’Otton le Grand à Charles Quint, Paris, Éditions du Seuil, 2003. ISBN 978-2020555272
- Christentum und Kirche im 4. und 5. Jahrhundert, Heidelberg, Universitätsverlag Winter,  2003, ISBN 978-3825315238
- Christentum IV : Zwischen Mittelalter und Neuzeit (1378–1552), Stuttgart, Kohlhammer, 2006, ISBN 9783170152786
- Maximilien d'Autriche, Paris, Éditions Tallandier, 2007. ISBN 978-2-84734-053-2
- Protestants et protestantisme en Alsace de 1517 à nos jours [under his dir.], Strasbourg, Fédération des sociétés d’histoire et d’archéologie d'Alsace, 2007.
- Strasbourg [under his dir.], Paris, La Nuée Bleue, 2010.

## Otras lecturas
- François Joseph Fuchs, « Francis Jean Joseph Rapp », en Nouveau dictionnaire de biographie alsacienne, vol. 30, p.